# Rząd Karla Nehammera
Rząd Karla Nehammera – federalny rząd Republiki Austrii urzędujący w latach 2021–2025.
W styczniu 2020, kilka miesięcy po wyborach parlamentarnych z września 2019, powstał drugi rząd Sebastiana Kurza. Tworzyła go koalicja Austriackiej Partii Ludowej (ÖVP) i Zielonych. 9 października 2021 lider ludowców Sebastian Kurz ogłosił rezygnację z urzędu kanclerza w związku z prowadzonym postępowaniem dotyczącym defraudacji funduszy publicznych. Na swojego następcę zaproponował ministra spraw zagranicznych Alexandra Schallenberga. Nowy kanclerz został zaprzysiężony 11 października 2021, a skład jego gabinetu pozostał praktycznie bez zmian w porównaniu z poprzednim rządem (poza powołaniem nowego ministra spraw zagranicznych).
2 grudnia 2021 Sebastian Kurz zapowiedział wycofanie się z działalności politycznej, w tym odejście z funkcji przewodniczącego ÖVP. Tego samego dnia Alexander Schallenberg zadeklarował swoją dymisję z funkcji kanclerza; uzasadniał ją tym, że na czele partii i rządu powinna stać ta sama osoba, a sam nie będzie ubiegał się o stanowisko partyjne. Następnego dnia władze ÖVP wybrały ministra spraw wewnętrznych Karla Nehammera na tymczasowego przewodniczącego oraz na kandydata na kanclerza. Polityk oraz nowi członkowie rządu zostali zaprzysiężeni 6 grudnia 2021, a nowy gabinet rozpoczął tegoż dnia funkcjonowanie.
Na początku stycznia 2025 po nieudanych negocjacjach nad utworzeniem nowej koalicji rządowej Karl Nehammer zadeklarował odejście z urzędu kanclerza i z funkcji przewodniczącego ÖVP. 10 stycznia tegoż roku pełniącym obowiązki kanclerza został Alexander Schallenberg. Ostatecznie pod koniec lutego ÖVP zawarła porozumienie z socjaldemokratami i liberalną partią NEOS. 3 marca 2025 został zaprzysiężony nowy rząd kierowany przez Christiana Stockera.

## Skład rządu
| Funkcja                                                                    | Zdjęcie        | Imię i nazwisko                              | Od                | Do                  | Partia             |
| -------------------------------------------------------------------------- | -------------- | -------------------------------------------- | ----------------- | ------------------- | ------------------ |
| Kanclerz                                                                   |                | Karl Nehammer                                | 6 grudnia 2021    | 10 stycznia 2025    | ÖVP                |
| Kanclerz                                                                   |                | Alexander Schallenberg (jako p.o. kanclerza) | 10 stycznia 2025  | 3 marca 2025        | ÖVP                |
| Wicekanclerz                                                               |                | Werner Kogler                                | 6 grudnia 2021    | 2 października 2024 | Zieloni            |
| Minister sztuki, kultury, służby cywilnej i sportu                         | 6 grudnia 2021 | Werner Kogler                                | 3 marca 2025      |                     | Zieloni            |
| Minister spraw zagranicznych i europejskich                                |                | Alexander Schallenberg                       | 6 grudnia 2021    | 3 marca 2025        | ÖVP                |
| Minister spraw społecznych, zdrowia, pielęgniarstwa i konsumentów          |                | Wolfgang Mückstein                           | 6 grudnia 2021    | 8 marca 2022        | Zieloni            |
| Minister spraw społecznych, zdrowia, pielęgniarstwa i konsumentów          |                | Johannes Rauch                               | 8 marca 2022      | 3 marca 2025        | Zieloni            |
| Minister edukacji, nauki i badań naukowych                                 |                | Martin Polaschek                             | 6 grudnia 2021    | 3 marca 2025        | bezp. (z puli ÖVP) |
| Minister cyfryzacji i biznesu                                              |                | Margarete Schramböck                         | 6 grudnia 2021    | 11 maja 2022        | ÖVP                |
| Minister finansów                                                          |                | Magnus Brunner                               | 6 grudnia 2021    | 20 listopada 2024   | ÖVP                |
| Minister finansów                                                          |                | Gunter Mayr                                  | 20 listopada 2024 | 3 marca 2025        | bezp.              |
| Minister spraw wewnętrznych                                                |                | Gerhard Karner                               | 6 grudnia 2021    | 3 marca 2025        | ÖVP                |
| Minister obrony                                                            |                | Klaudia Tanner                               | 6 grudnia 2021    | 3 marca 2025        | ÖVP                |
| Minister rolnictwa, spraw regionalnych i turystyki                         |                | Elisabeth Köstinger                          | 6 grudnia 2021    | 18 maja 2022        | ÖVP                |
| Minister rolnictwa, leśnictwa, spraw regionalnych i gospodarki wodnej      |                | Norbert Totschnig                            | 18 maja 2022      | 3 marca 2025        | ÖVP                |
| Minister sprawiedliwości                                                   |                | Alma Zadić                                   | 6 grudnia 2021    | 3 marca 2025        | Zieloni            |
| Minister klimatu, środowiska, energii, mobilności, innowacji i technologii |                | Leonore Gewessler                            | 6 grudnia 2021    | 3 marca 2025        | Zieloni            |
| Minister pracy i gospodarki                                                |                | Martin Kocher                                | 6 grudnia 2021    | 3 marca 2025        | bezp. (z puli ÖVP) |
| Minister ds. kobiet, rodziny, integracji i mediów                          |                | Susanne Raab                                 | 6 grudnia 2021    | 3 marca 2025        | ÖVP                |
| Minister ds. Unii Europejskiej                                             |                | Karoline Edtstadler                          | 6 grudnia 2021    | 3 marca 2025        | ÖVP                |